# Taoismo

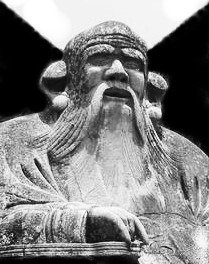
Estátua representando Lao-Tsé, o mítico fundador do taoismo

Representação do "Tao", o conceito fundamental do taoismo, na escrita chinesa

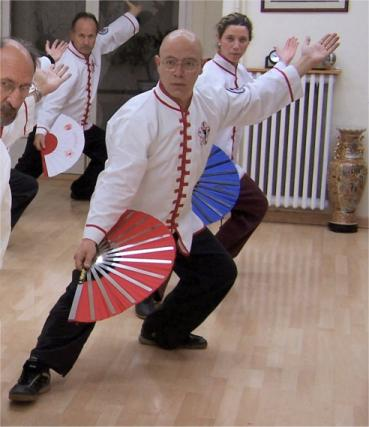
Prática de tai chi chuan, uma arte marcial com forte influência taoista

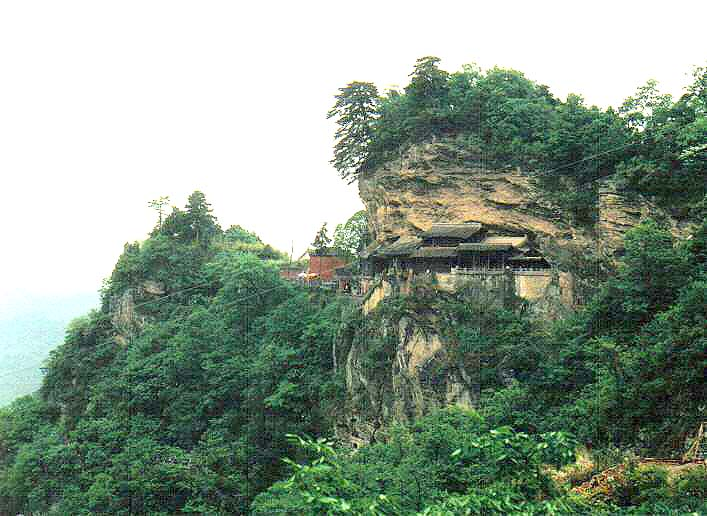
Templo taoista Nanyan, nas Montanhas Wudang, na província de Hubei, na República Popular da China

O taoismo, também chamado daoismo e tauismo, é uma tradição filosófica e religiosa originária do Leste Asiático que enfatiza a vida em harmonia com o "Tao" (romanizado atualmente como "Dao"), a ordem geral do universo, que no chinês significa "caminho" ou "princípio" (encontrado também em outras filosofias/religiões chinesas), e no taoismo designa a "fonte" e a força motriz por trás de tudo existente. Robinet afirma que o taoismo é um "estilo de vida". Hansen afirma que a identificação desta tradição ocorreu pela primeira vez no início da Dinastia Han, com a escola dao-jia.
É, basicamente, indefinível: "O Tao do qual se pode discorrer não é o eterno Tao." A principal obra do taoismo é o Tao Te Ching, um livro conciso e ambíguo que contém os ensinamentos atribuídos a Lao Zi (chinês: 老子, pinyin: Lǎozi, Wade–Giles: Lao Tzu). Juntamente com os escritos de Zhuangzi, estes textos formam os alicerces filosóficos dessa religião. Este taoismo filosófico, individualista por natureza, não foi institucionalizado.
Ao longo do tempo, no entanto, foram sendo criadas formas institucionalizadas do taoismo na forma de diferentes escolas que, frequentemente, misturaram crenças e práticas que antecediam até mesmo os textos-chave do taoismo — como, por exemplo, as teorias da Escola dos Naturalistas, que sintetizaram conceitos como o do yin-yang e o dos cinco elementos. As escolas taoistas tradicionalmente reverenciam Lao Zi e os "imortais" ou "ancestrais" e possuem diversos rituais de adivinhação e exorcismo, além de práticas que visam a atingir o êxtase e obter maior longevidade ou mesmo a imortalidade.
As tradições e éticas taoistas variam de acordo com a escola, porém, no geral, enfatizam a serenidade, a não ação (wu-wei), o vazio, a moderação dos desejos, a simplicidade, a espontaneidade, a contemplação da natureza e os Três Tesouros: compaixão, moderação e humildade.
O taoismo teve uma influência profunda na cultura chinesa no decorrer dos séculos. Os clérigos do taoismo institucionalizado (chinês: 道士, pinyin: dàoshi), geralmente, tomam cuidado para deixar clara a distinção entre suas tradições rituais e os costumes e práticas encontrados na religião popular chinesa, uma vez que estas distinções podem ser pouco perceptíveis. A alquimia chinesa (especialmente neidan), a astrologia chinesa, o zen-budismo, diversas artes marciais, a medicina tradicional chinesa, o feng shui e diversos estilos de qiqong têm suas histórias entrelaçadas com a do taoismo. Além da China em si, o taoismo teve grande influência nas sociedades do leste da Ásia.
Após Lao Zi e Zhuangzi, a literatura do taoismo cresceu com regularidade e passou a ser compilada na forma de um cânone, chamado Daozang, por vezes publicado à mando do Imperador da China. Ao longo da história chinesa, o taoismo foi, por diversas vezes, decretado a religião do Estado. A
Mas após o século XVII, no entanto, ele perdeu muita popularidade, sendo até reprimido nas primeiras décadas da República Popular da China e até mesmo perseguido durante a Revolução Cultural de Mao Tsé-Tung (como todas as outras atividades religiosas). Porém  continuou a ser praticado livremente em Taiwan. Hoje em dia, é uma das cinco religiões reconhecidas pela República Popular da China e, embora não costume ser compreendida com facilidade longe de suas raízes asiáticas, tem seguidores em diversas sociedades ao redor do mundo.

## Categorização
Há um debate sobre como, e se, o taoismo deve ser classificado. Lívia Kohn dividiu-o em três categorias:
1. Taoismo filosófico (Chinês:道家; pinyin: dàojiā; Wade-Giles: tao-chia) — A escola filosófica baseada nos textos Dao De Jing (道德 经) e Zhuangzi (庄子);
2. Taoismo religioso (chinês: 道教; pinyin: dàojiào; Wade-Giles: tao-chiao) — Uma família de movimentos religiosos organizados da China, oriundos do movimento Mestres Celestiais durante o final da Dinastia Han e, mais tarde, incluindo as seitas "ortodoxa" (Zhengyi; 正 一) e a "Realidade Completa" (Quanzhen, 全 眞), que reivindicam linhagens descendentes de Laozi (老子) ou Daoling Zhang no final da dinastia Han;
3. Taoismo tradicional — A religião tradicional chinesa. Manifestações da tradição religiosa chinesa, de caráter popular, integram elementos do taoismo religioso, do confucionismo e do budismo.

Esta distinção é complicada pelas dificuldades hermenêuticas (interpretações) na categorização das escolas taoistas, seitas e movimentos. Alguns estudiosos acreditam que não há distinção entre daojia e daojiao. De acordo com Kirkland, "a maioria dos estudiosos que tem estudado o taoismo a sério, tanto na Ásia quanto no Ocidente, finalmente abandonou a dicotomia simplista de tao-chia (taoismo filosófico) e tao-chiao (taoismo religioso)".
Hansen afirma que a identificação de "taoismo", como tal, ocorreu pela primeira vez no início da Dinastia Han, quando dao-jia foi identificado como uma única escola. Os escritos de Laozi e Zhuangzi foram unidos sob esta tradição única durante a Dinastia Han, mas, notavelmente, não antes desta. É improvável que Zhuangzi fosse familiarizado com o texto Daodejing (Tao-te-ching). Além disso, Graham afirma que Zhuangzi não teria se identificado como um taoista, uma classificação que não surgiu até bem depois de sua morte.
O taoismo não cai estritamente sob uma definição de uma religião organizada, como as tradições abraâmicas, nem pode puramente ser estudado como o autor ou uma variante da religião tradicional chinesa, tanto que a religião tradicional está fora dos princípios e ensinamentos nucleares do taoismo. Robinet afirma que o taoismo pode ser melhor entendido como um modo de vida do que como uma religião, e que seus adeptos não se aproximam ou veem o taoismo da mesma maneira não taoista com que os historiadores o têm feito. Henri Maspero observou que muitos trabalhos acadêmicos enquadram o taoismo como uma escola de pensamento focado na busca pela imortalidade.

## História
Tradicionalmente, o taoismo é atribuído a três fontes principais:
- A mais antiga, o mítico "Imperador Amarelo", que teria vivido entre 2697 a.C. e 2597 a.C;[21]
- A mais famosa, o livro de aforismos místicos Tao Te Ching (Dao De Jing), supostamente escrito por Laozi (Lao Tse), que, segundo a tradição, foi um contemporâneo mais velho de Confúcio (551 a.C.-479 a.C.);
- Os trabalhos do filósofo Zhuangzi (Chuang-Tsé) (369 a.C.-286 a.C.)

Outros livros ampliaram o taoismo, como o Tratado do Vazio Perfeito, de Liezi; e a compilação Huainanzi. Além destes, o antigo I Ching, "O Livro Das Mutações", é tido como uma fonte extra do taoismo, assim como práticas de adivinhação da China antiga.
Algumas formas de taoismo podem ser rastreadas até as religiões tradicionais na China pré-histórica, que, mais tarde, se uniram em uma tradição taoista. Laozi é tradicionalmente considerado como o fundador do taoismo e está intimamente associado, nesse contexto, com o taoismo "original" ou "primordial". Laozi recebeu o reconhecimento imperial como uma divindade, em meados da século II a.C.. O taoismo ganhou status oficial na China durante a Dinastia Tang, cujos imperadores alegaram que Laozi era seu parente. Vários imperadores Song, mais notavelmente Huizong, estavam ativos na promoção do taoismo, coletando textos taoistas e edições publicadas do Daozang. Aspectos do confucionismo, taoismo e do budismo foram sintetizados conscientemente na escola neoconfucionista, que, eventualmente, se tornou a ortodoxia imperial para os fins burocráticos do Estado.
A Dinastia Qing, no entanto, muito favoreceu clássicos confucionistas e rejeitou os trabalhos taoistas. Durante o século XVIII, a biblioteca imperial foi construída, mas excluiu praticamente todos os livros taoistas. No início do século XX, o taoismo tinha caído tanto, que apenas uma cópia completa do Daozang ainda permanecia, no Mosteiro Nuvem Branca, em Pequim. Atualmente, o taoismo é uma das cinco religiões reconhecidas pela República Popular da China, que regula suas atividades através de uma estatal burocrática (a Associação Taoista da China).

## Otaodo taoismo
O ideograma tao (ou dao) (道) pode ser traduzido como "via" ou "caminho", mas assume um significado mais abstrato para a religião e para a filosofia chinesa. É o que há de mais profundo e misterioso na realidade e que faz com que tudo seja como é. É o conjunto indiferenciado de tudo o que existe, mas também o princípio supremo que gera e está na origem do seu "devir", ou seja, é também o seu "caminhar". Embora seja invisível, inaudível e intangível, manifesta‑se pela sua influência, a que se chama "virtude" — o te (德, dé). Mas essa influência é espontânea, ou seja, faz parte da sua própria natureza, do seu próprio fluir natural. Como se diz no Tao Te King: o tao "age sem agir" (為無為, wu wei).
Um tema no pensamento chinês primitivo é tian-dao ou "caminho da natureza" (tian, também traduzido como "céu" e, às vezes, "Deus"). Corresponde aproximadamente à ordem das coisas de acordo com a lei natural. Tanto o "caminho da natureza" quanto o "grande caminho" inspiram o afastamento estereotípico taoista das doutrinas morais e normativas. Assim, pensado como o processo pelo qual cada coisa se torna o que ela é (a "mãe de todas as coisas"), parece difícil imaginar que temos que escolher entre quaisquer valores de seu conteúdo normativo — portanto pode ser visto como um princípio eficiente de "vazio" que sustenta confiavelmente o funcionamento do universo.

## Filosofia taoista
- Do "caminho", surge "um" (aquele que está consciente), de cuja consciência, por sua vez, surge o conceito de "dois" (yin e yang), dos quais o número "três" está implícito (céu, terra e humanidade); produzindo, finalmente, por extensão, a totalidade do mundo como o conhecemos, "as 10 000 coisas", através da harmonia do wu xíng. O caminho, enquanto passa pelos cinco elementos do wu xíng, é também visto como circular, agindo sobre si mesmo através da mudança para simular um ciclo de vida e morte nas 10 000 coisas do universo fenomênico.
- Aja de acordo com a natureza e com sutileza, em lugar de força.
- A perspectiva correta será encontrada pela atividade mental da pessoa, até chegar a uma fonte mais profunda que guie sua interação pessoal com o universo.[nota 1] O desejo obstrui a habilidade pessoal de entender o caminho,[nota 2] moderar o desejo gera contentamento. Os taoistas acreditam que, quando um desejo é satisfeito, outro, mais ambicioso, brota para substituí-lo. Em essência, a maioria dos taoistas sente que a vida deve ser apreciada como ela é, em lugar de forçá-la a ser o que não é. Idealmente, não se deve desejar nada, "nem mesmo não desejar".
- Unidade: ao perceber que todas as coisas (inclusive nós mesmos) são interdependentes e constantemente redefinidas pela mudança das circunstâncias, passamos a ver todas as coisas como elas são e a nós mesmos como apenas uma parte do momento presente. Essa compreensão da unidade nos leva a uma apreciação dos fatos da vida e do nosso lugar neles como simples momentos miraculosos que "apenas são".
- Dualismo: a oposição e combinação dos dois princípios básicos — yin e yang — do universo é uma grande parte da filosofia básica. Algumas das associações comuns com yang e yin, respectivamente, são: masculino e feminino, luz e sombra, ativo e passivo, movimento e quietude. Os taoistas acreditam que nenhum dos dois é mais importante ou melhor que o outro. Na verdade, nenhum pode existir sem o outro, porque eles são aspectos equiparados do todo. São, em última análise, uma distinção artificial baseada em nossa percepção das 10 000 coisas, portanto é só nossa percepção delas que realmente muda.[nota 3]

### Wu wei
Muito da essência do tao está na arte do wu wei ("agir pelo não agir"). No entanto, isso não significa "espere sentado que o mundo caia no seu colo". Essa filosofia descreve uma prática de se realizarem coisas através da ação mínima. Pelo estudo da natureza da vida, você pode influenciar o mundo do modo mais fácil e menos disruptivo (usando a sutileza em vez da força). A prática de seguir a corrente em vez de ir contra ela é uma ilustração: uma pessoa progride muito mais não por lutar e se debater contra a água, mas permanecendo quieta e deixando o trabalho nas mãos da correnteza.
O wu wei funciona a partir do momento em que confiamos no nosso design humano, que é perfeitamente ajustado para nosso lugar na natureza. Em outras palavras, confiando na nossa natureza em vez de na nossa racionalidade, nós podemos encontrar contentamento sem uma vida de luta constante contra forças reais e imaginárias.

### Textos

#### Tao Te Ching
O Tao Te Ching (道德經), ou Dao De Jing, é amplamente considerado como o mais influente texto taoista. É uma escritura de fundação de importância central no taoismo, supostamente escrita por Laozi entre 350 e 250 a.C. No entanto, a data exata em que foi escrito é ainda objeto de debate: há aqueles que a colocam em qualquer lugar entre os séculos VI a.C. e III d.C. Ele tem sido usado como um texto ritual ao longo da história do taoismo religioso.
Os comentadores taoistas ponderaram profundamente nos primeiros versos do Tao Te Ching. Eles são amplamente discutidos, tanto na literatura acadêmica quanto na mais popular. Uma interpretação comum é semelhante à observação de Korzybski de que "o mapa não é o território". As linhas de abertura, com a tradução literal e a comum, são:
 道 可 道, 非常 道.
"O caminho que pode ser descrito não é o verdadeiro caminho."
(O tao (caminho ou o caminho) pode ser dito, não da forma usual.)
 名 可 名, 非常 名.
"O nome que pode ser nomeado não é o nome constante."
(Os nomes podem ser citados, os nomes não usuais.) 
Tao, literalmente, significa "caminho" ou "o caminho" e pode significar figuradamente "natureza essencial", "destino", "princípio", ou "caminho verdadeiro". O filosófico e religioso tao é infinito, sem qualquer limitação. Um ponto de vista afirma que a abertura paradoxal destina-se a preparar o leitor para os ensinamentos sobre o tao não ensinável. Acredita-se que o tao é transcendente, indistinto e sem forma. Por isso, não pode ser nomeado ou categorizado. Mesmo a palavra "tao" pode ser considerada uma perigosa tentação de fazer do tao um nome limitador.
O Tao Te Ching não é tematicamente ordenado. No entanto, os principais temas do texto são repetidamente expressos em formulações variantes, muitas vezes com apenas uma pequena diferença entre elas. Os temas principais giram em torno da natureza do tao e como alcançá-lo. O tao é dito ser inominável e capaz de realizar grandes coisas através de meios pequenos. Há um debate importante sobre qual tradução do Tao Te Ching é a melhor. Discussões e disputas sobre várias traduções do Tao Te Ching podem tornar-se amargas, envolvendo visões profundamente arraigadas.
Os comentários antigos sobre o Tao Te Ching são textos importantes por direito próprio. O comentário Heshang Gong foi, provavelmente, escrito no século II d.C. e é, talvez, o mais antigo comentário. Ele contém a edição do Tao Te Ching que foi transmitida até os dias atuais. Outros comentários importantes incluem o Xiang'er, um dos textos mais importantes do Caminho do Mestre Celestial e o Wang Bi.

#### Zhuangzi
O Zhuangzi (庄子) é, tradicionalmente, atribuído a um sábio taoista de mesmo nome, mas isso foi recentemente contestado no meio acadêmico ocidental. Zhuangzi também aparece como um personagem na narrativa do livro. O Zhuangzi contém prosa, poesia, humor e disputa. O livro é, frequentemente, visto como complexo e paradoxal quanto aos argumentos e temas de discussão, que não são aqueles comuns à filosofia clássica ocidental, como a doutrina do nome de retificação (zhengming) e fazer distinções "isso/não presente" (shi/fei ). [carece de fontes?] Entre o elenco de personagens das histórias do Zhuangzi, está Laozi, o autor do Tao Te Ching, bem como Confúcio.

#### Daozang
O Daozang (道 藏,Tesouro dos Tao) é, por vezes, referido como o cânone taoista. Foi, originalmente, compilado durante as dinastias Jin, Tang e Song. A versão publicada sobreviveu durante a dinastia Ming. O Ming Daozang inclui quase 1 500 textos. Seguindo o exemplo do budista Tripitaka, é dividido em três dong (洞, "cavernas", "grutas"). Eles estão organizados do mais alto para o mais baixo:
1. O Zhen ("real" ou "verdade" — 眞): Inclui o Shangqing.
2. A Xuan ("mistério" — 玄): Inclui o Lingbao.
3. O Shen ("divino" — 神): Inclui textos anteriores a Maoshan (茅山).

Daoshi geralmente não consultam versões publicadas do Daozang, mas escolhem individualmente, ou herdam, os textos incluídos no Daozang. Estes textos foram passados por gerações de professor para aluno.
A escola Shangqing tem uma tradição de se aproximar do taoismo através do estudo das escrituras. Acredita-se que, recitando alguns textos muitas vezes, se será recompensado com a imortalidade.

#### Outros textos
Enquanto o Tao Te Ching é o mais conhecido, há muitos outros textos importantes no taoismo tradicional. Taishang Ganying Pian ("Tratado do Abençoado na Resposta e Retribuição") discute pecado e ética e tornou-se uma referência de moralidade popular nos últimos séculos. Afirma que aqueles em harmonia com o tao vão viver longas e frutíferas vidas. Que os ímpios e seus descendentes vão sofrer e ter encurtadas vidas. Tanto a Taiping Jing ("Escritura de Grande Paz") e o Baopuzi ("Livro do Mestre que Conserva a Simplicidade") contêm fórmulas alquímicas taoistas que se acreditavam poder conduzir à imortalidade.
Além disso, o Huainanzi é uma compilação da escrita de oito acadêmicos da dinastia Han que combina taoismo, confucionismo e os conceitos legalistas, incluindo as teorias, tais como yin-yang e cinco fases. O patrono Liu An (c. 180-122 a.C.) foi governador do estado de Huainan e neto do fundador da dinastia Han. O discurso em sua corte, favoreceu o pensamento taoista e trouxe filósofos, poetas e mestres de práticas do esoterismo para a sua corte. Isso resultou no Huainanzi.

### Taoismo e confucionismo
O taoismo é uma tradição que, dialogando com seu tradicional contraste, o confucionismo, modelou a vida chinesa por mais de 2 000 anos. O taoismo enfatiza a espontaneidade ou liberdade frente a manipulação sociocultural pelas instituições, linguagem e práticas culturais. Manifesta o anarquismo — defendendo essencialmente a ideia de que não precisamos de nenhuma orientação centralizada. Espécies naturais seguem caminhos apropriados a elas e os seres humanos são uma espécie natural. Seguimos todos por processos de aquisição de diferentes normas e orientações da sociedade, mas poderíamos viver em paz mesmo se não procurássemos unificar todas estas formas naturais de ser.
Como o conceito confucionista de governo consiste em fazer todos seguirem a mesmo moral, o taoismo representa, de certa forma, a antítese do conceito confucionista referente a deveres morais, coesão social e responsabilidades governamentais (embora o pensamento de Confúcio inclua valores taoistas e o inverso também ocorra, como se pode observar lendo os Analectos de Confúcio.

## Religião taoista

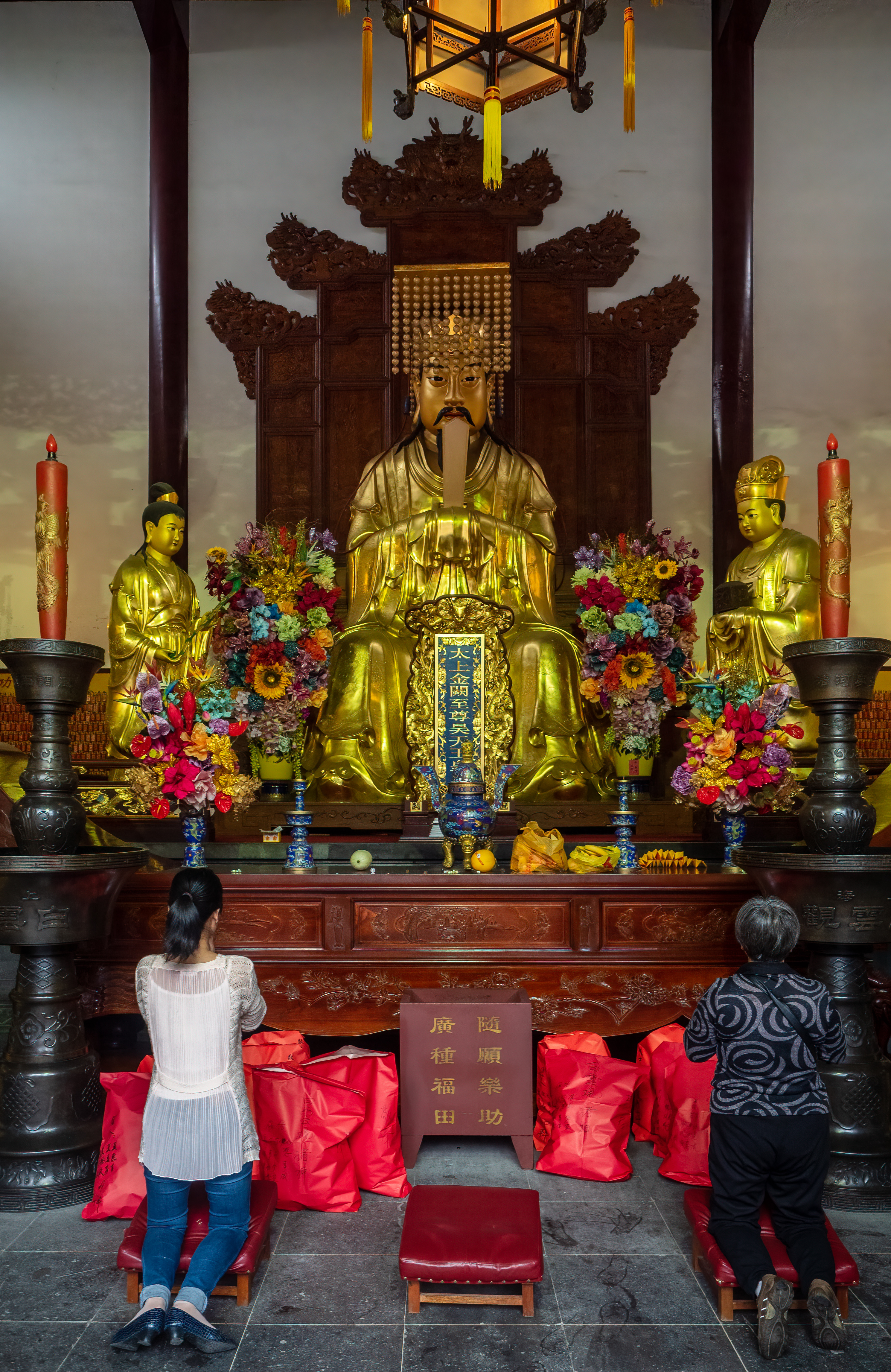
Altar nos Templos da Nuvem Branca em Shanghai

Embora Laozi nunca tenha pregado nenhuma religião no Tao Te Ching e tenha sempre se mantido no terreno filosófico e moral, cerca de mil anos depois da sua morte, formou-se um corpo de doutrinas e de práticas religiosas e culturais que constituíram a religião taoista. A religião taoista conserva apenas uns traços da filosofia de Laozi, com empréstimos de ideias e práticas culturais do budismo, com a introdução de vários deuses, deusas e génios, e uma mistura com algumas crenças preexistentes, como a teoria dos cinco elementos, a alquimia e o culto aos ancestrais.
Tentativas de alcançar maior longevidade eram um tema frequente na magia e alquimia taoistas, com vários feitiços e poções, ainda existentes, com esse propósito. Muitas versões antigas da medicina tradicional chinesa foram enraizadas no pensamento taoista e a medicina chinesa moderna, bem como as artes marciais chinesas, são ainda de várias formas baseadas em conceitos taoistas, como o tao, o qi e o balanço entre o yin e o yang.
Com o tempo, a absoluta liberdade dos seguidores do taoismo pareceu ameaçadora à autoridade de alguns governantes, que incentivaram o crescimento de seitas mais comprometidas com as tradições confucionistas. Uma escola taoista foi formada ao fim da dinastia Han, por Zhang Daoling. Muitas seitas evoluíram através dos anos, mas a maioria traça suas origens a Zhan Daoling, e grande parte dos templos taoistas modernos pertence a uma ou outra dessas seitas. As escolas taoistas incorporam panteões inteiros de divindades, incluindo Laozi, Zhang Daoling, O Imperador Amarelo, O Imperador de Jade, Lei Gong (O Deus do Trovão), entre outros.
As duas maiores escolas taoistas da atualidade são a Seita Zhengyi (evoluída de uma seita fundada por Zhang Daoling) e o Taoismo Quanzhen (fundado por Wang Chongyang).

### Influências no zen-budismo
Como há algumas afinidades entre a visão taoista e a visão budista do mundo, quando, no século I, foi introduzido na China, o budismo indiano foi, em grande parte, interpretado usando-se conceitos taoistas. O budismo chan (禅宗, chánzōng), que se desenvolveu como uma escola distinta na China medieval, refletiu estas fortes influências da filosofia chinesa e, em particular, do taoismo. Com o tempo, o chan acabou se estabelecendo na Coreia, onde recebeu o nome seon. Havia monges que chegavam de outros países da Ásia para estudar o chan e a escola foi se espalhando pelos países vizinhos. No Vietname/Vietnã, recebeu o nome thien e, no Japão, ficou conhecida como zen (禅, zen). Através da história, essas escolas cresceram de maneira independente, tendo desenvolvido identidades próprias e características bastante diferentes umas das outras.
Na China, elementos do taoismo se combinaram com elementos do budismo e do confucionismo na forma do neoconfucionismo. A adoção por parte dos confucionistas de vários conceitos taoistas deu origem, durante a dinastia Song (960–1279 d.C.), à chamada "Escola Neoconfucionista" ou "Escola da Razão".

## Taoismo fora da China
A filosofia taoista é praticada em várias formas, em outros países além da China. Kouk Sun Do, na Coreia, é uma dessas variações. A filosofia taoista encontrou muitos seguidores ao redor do mundo. Genghis Khan era simpático à filosofia taoista e, durante as primeiras décadas de dominação mongol, o taoismo viu um período de expansão, entre os séculos XIII e XIV. Devido a isso, muitas escolas taoistas tradicionais mantêm centros de ensino em vários países ao redor do mundo.

### Taoismo no Brasil
No Brasil, existem vários ramos ligados ao taoismo, tanto o religioso (taochiao) quanto o filosófico (taochia). Uma das vertentes religiosas mais importantes é representada pela Sociedade Taoista do Brasil. A Sociedade Taoista do Brasil foi instituída no Rio de Janeiro, em 15 de janeiro de 1991, com o objetivo de difundir o ensinamento do taoismo em todas as suas formas de expressão — religiosa, filosófica, científica e cultural — e contribuir para o aperfeiçoamento espiritual dos frequentadores.
O caminho taoista propõe a restauração do estado pleno de vida e consciência, chamado tao. Para isso, utilizam-se vários meios, como as práticas que promovem a boa saúde física e mental, o estudo de clássicos escritos pelos grandes mestres do passado, os métodos místicos para a restauração da ordem interna e fundamentalmente a meditação, como caminho de autotransformação e elevação espiritual.
A Sociedade Taoista do Brasil foi fundada por Wu Jyh Cherng (1958-2004), sacerdote taoista Kao Kon Fa Shi (Alto Ofício, Mestre da Lei). Mestre Cherng escreveu diversos livros sobre artes taoistas e traduziu o Tao Te Ching (O Livro do Caminho e da Virtude) e o Yi Jing (I-Ching, O Livro das Mutações), entre outros clássicos do taoismo.
Em março de 2002, foi inaugurada a sede de São Paulo, um espaço adequado para a prática e estudo do taoismo, suas artes e sabedoria, onde há palestras abertas ao público, rituais, meditação e diversos cursos. Entre as atividades de São Paulo, enfatizam-se as práticas de meditação (tao yin), I Ching (ou Yi Jing), feng shui, astrologia chinesa (zi wei dou shu), tai chi chuan (ou tai ji quan), chi kung (ou qi gong) e o atendimento de acupuntura e massagem (tui na).
Além dos grupos formalmente ligados ao taoismo, também podem ser encontrados muitos ensinamentos taoistas em várias escolas do budismo maaiana chinês e também em religiões sincréticas como o cao dai, entre outras.